# FILM RISKY
『FILM RISKY』（フィルム リスキー）は、日本の音楽ユニット・B'zが1990年12月16日にリリースした最初の映像作品（最初のVHS・LD）。全てがプロモーション・ビデオの映像。この作品は、後にBMGルームス（現：VERMILLION RECORDS）の設立に伴い、発売権がBMGルームスに移行している。
尚、VHS・レーザーディスク共に製造中止になっており、DVD・Blu-rayでの再発売はされていない。

## メンバー
- 松本孝弘：ギター・プロデュース
- 稲葉浩志：ボーカル

## 収録映像曲
1. BAD COMMUNICATION -E.STYLE-
2. RISKY
3. HOT FASHION -流行過多-
4. GIMME YOUR LOVE -不屈のLOVE DRIVER-
5. Easy Come, Easy Go! -RISKY STYLE-
6. VAMPIRE WOMAN
7. GUITAR KIDS RHAPSODY CAMDEN LOCK STYLE
8. 愛しい人よGood Night...
  - 『B'z LIVE-GYM '90-'91 "RISKY"』でのライブ映像。2013年6月12日発売のベストアルバム『B'z The Best XXV 1988-1998』の初回限定盤DVDに再編集した映像が収録されている[1]。